# Filo interdentale

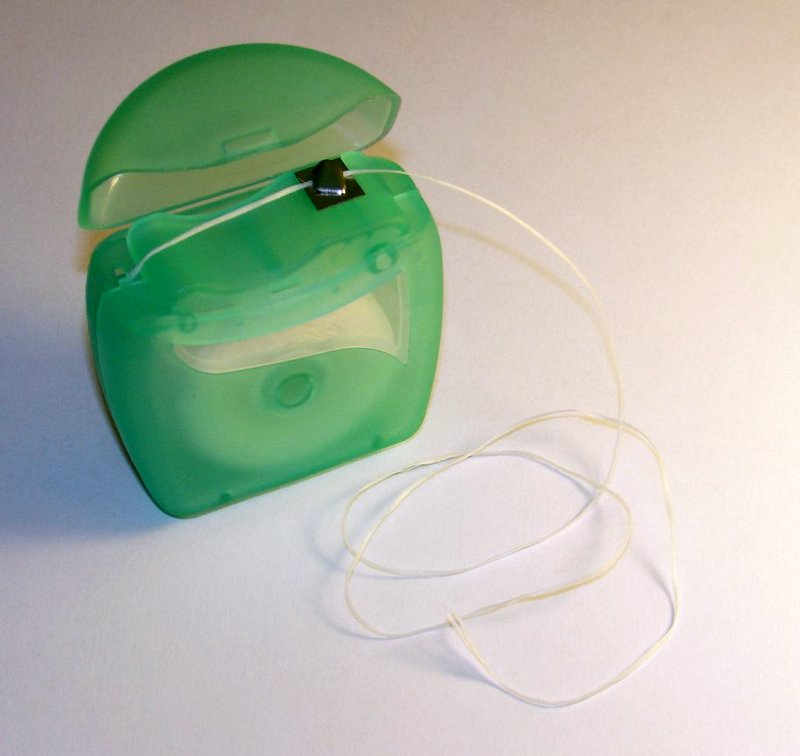
Un filo interdentale, con il suo contenitore.

Il filo interdentale è un nastro costituito da un insieme di sottili filamenti di  plastica (nylon, teflon o polietilene), usato per rimuovere i frammenti di cibo e la placca batterica dai denti.
Esso viene inserito tra i denti e raschiato lungo la loro superficie, soprattutto vicino alle gengive con movimento dalla gengiva verso l'estremità del dente, in posizioni che lo spazzolino fatica a raggiungere. Inoltre i frammenti di cibo possono essere così compressi che le setole dello spazzolino non riuscirebbero da sole a rimuoverli. Viene considerato un utile strumento dell'igiene orale assieme allo spazzolino da denti e al dentifricio. Dato che il filo usato bene elimina circa il 70% dei residui e della placca, questo strumento aiuta a prevenire carie, alitosi, tartaro, gengivite e parodontite.

## Storia
Levi Spear Parmly, un dentista di New Orleans, è considerato l'inventore della prima forma di filo interdentale. Nel 1815 ritenne e raccomandò che le persone dovessero pulire i loro denti con un filo di seta.
Il filo interdentale non fu disponibile al consumatore fino a che la società Codman and Shurtleft iniziò a produrre fili di seta non cerati per uso umano nel 1882. Nel 1898, la Johnson & Johnson Corporation ricevette il primo brevetto per filo interdentale. Presto si affiancarono altre marche come la Salter Sill Co. e Brunswick e la Croce Rossa americana.
Un personaggio è raffigurato con un filo interdentale nel romanzo Ulisse di James Joyce.
L'adozione del filo era ancora molto poco diffusa antecedentemente alla prima guerra mondiale. Fu proprio in questo periodo, tuttavia, che il dottor Charles C. Bass sviluppò il filo di nylon. I fili interdentali di quest'ultimo materiale sono risultati essere migliori di quelli costituiti da seta, a causa della loro maggiore resistenza all'abrasione ed alla loro elasticità. In risposta alle preoccupazioni ambientali, i fili interdentali realizzati con materiali biodegradabili sono ora nuovamente disponibili.
Dentisti ed igienisti dentali sollecitano all'uso quotidiano dello spazzolino, del dentifricio e del filo interdentale. In USA, quasi tutte le persone si lavano i denti; tuttavia, alcuni studi hanno trovato che solo il 10÷40% della popolazione americana utilizza anche il filo interdentale.

## Utilizzo

### Tecniche

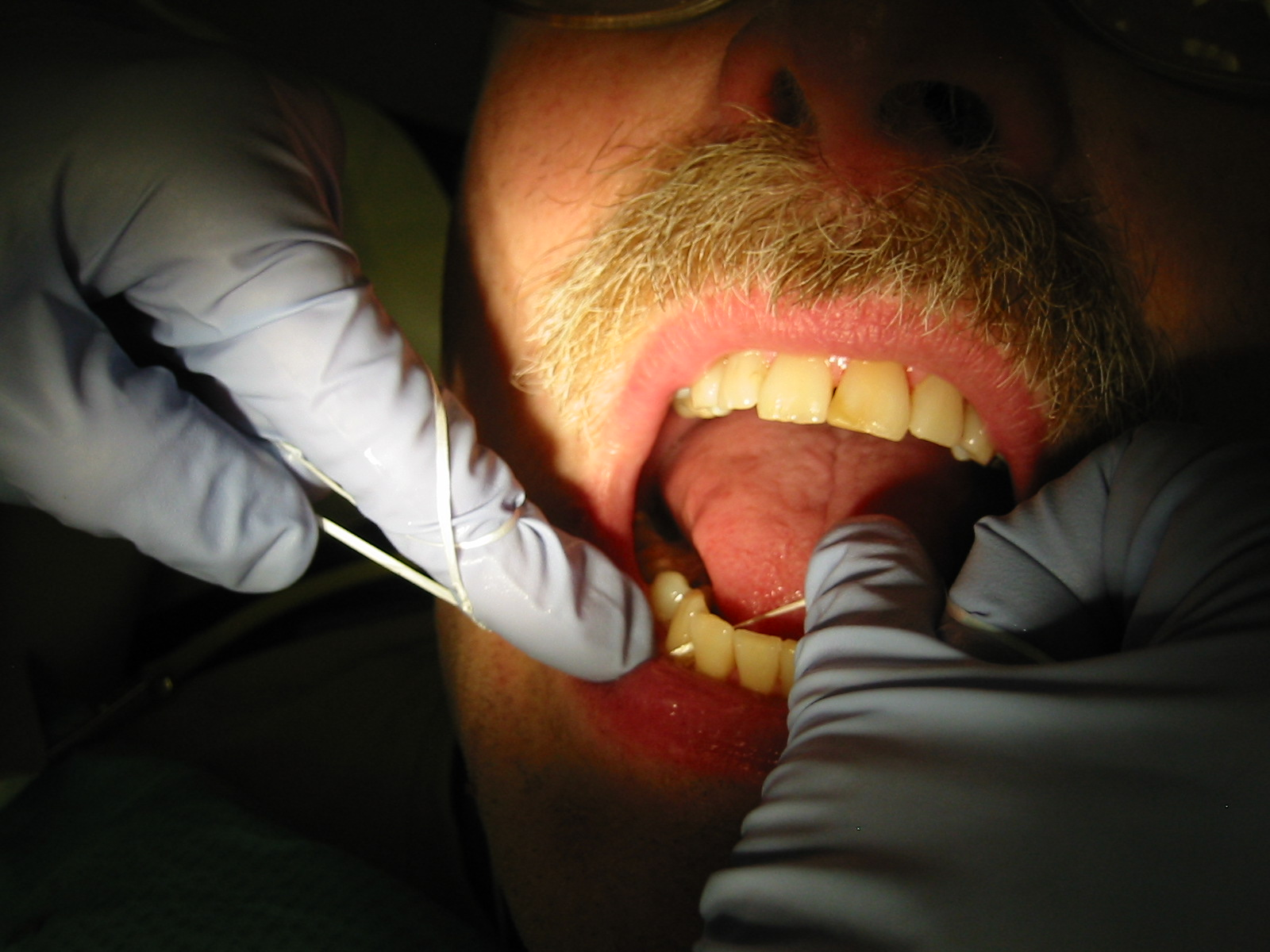
Un igienista dentale utilizza un filo interdentale facendolo passare tra i denti di un paziente durante una pulizia periodica.

Il filo interdentale è comunemente fornito in contenitori di plastica che contengono da 10 a 50 metri di filo. Dopo che è stata estratta la quantità desiderata, il filo viene tirato contro una piccola lama collocata nel contenitore in modo da staccare la porzione dal rotolo.
Il filo viene tenuto teso tra le dita e guidato appena sotto il margine gengivale, per rimuovere le particelle di cibo bloccate tra i denti e la placca batterica che vi aderiscono. Disposto idealmente in forma di C, il filo è curvo attorno al dente e posto sotto il margine gengivale; viene poi allontanato dal bordo gengivale facendolo raschiare contro il dente, pulendone anche parte della superficie anteriore e posteriore. Muovendo il filo da sotto il margine gengivale, esso asporta la placca batterica aderente alle superfici sotto e sopra il bordo gengivale. Può essere usata una porzione diversa del filo per pulire ogni dente, al fine di evitare il rischio di trasmettere la placca da un dente all'altro.
Comunemente ci sono diversi tipi di filo interdentale disponibili. La variabile più importante è lo spessore. Se il filo è troppo spesso per lo spazio tra una coppia di denti, sarà poi difficile o impossibile inserire il filo tra i denti. D'altra parte, se il filo è troppo sottile, potrebbe essere troppo debole e rompersi. Il filo di seta si adatta a bocche differenti, e anche a diverse parti di una stessa bocca. Questo perché alcuni denti hanno un minore divario tra loro rispetto ad altri. È possibile che il filo interdentale più spesso faccia un lavoro migliore nella rimozione della placca batterica, a patto che vi sia spazio sufficiente tra i denti per usarlo. Quando un frammento di cibo è incastrato tra i denti, è più opportuno passare da un sottile filo di seta ad un filo di spessore maggiore, perché il primo potrebbe superare il pezzo di cibo senza rimuoverlo.

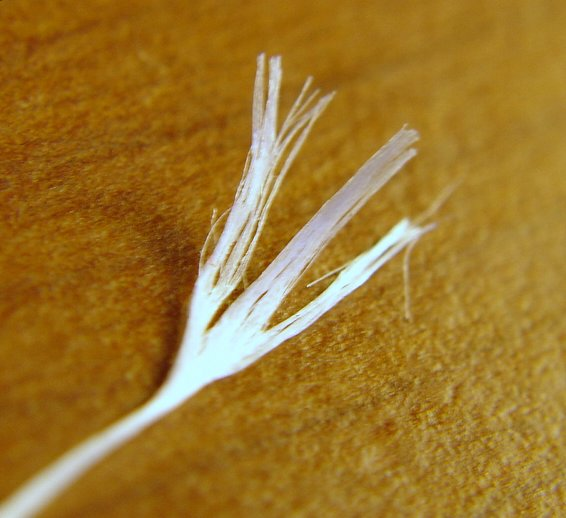
Estremità di un filo interdentale suddivisa in tre parti.

C'è la possibilità di suddividere alcuni tipi di filo interdentale nel senso della lunghezza (quando i singoli fili che lo compongono non sono intrecciati), in modo da generare due o tre pezzi, che sono meno robusti ma utilizzabili nel caso di denti assai vicini tra loro. Ciò può essere utile se il filo interdentale è troppo spesso per l'uso personale e non si dispone di filo più sottile, ad esempio quando si viaggia in un paese straniero.

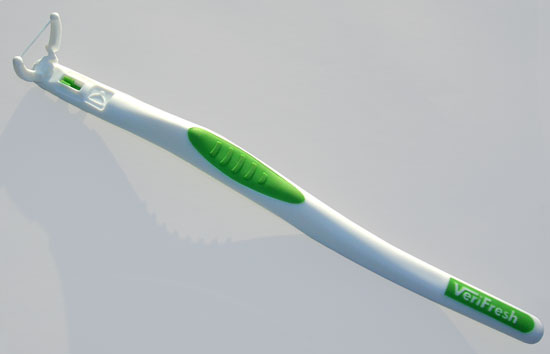
Un manico ergonomico per filo interdentale, con testina orientabile ed intercambiabile.

Bacchette di plastica speciali, od altre prese per il filo interdentale, sono state prodotte per tenere il filo. Queste possono essere annesse o separate dal distributore del filo interdentale. Tali supporti sono stati creati per la difficoltà di raggiungere molte angolazioni della bocca utilizzando le dita. Supporti con maniglia ergonomica sono prodotti per una migliore aderenza ed orientabilità verso i capi del filo, che permettono facile accesso ad ogni coppia di denti, sia per quelli frontali che per quelli posteriori.
L'uso occasionale, improprio o con troppo vigore del filo interdentale può portare ad emorragie delle gengive. La principale causa del sanguinamento è l'infiammazione del tessuto gengivale con rottura di capillari.

### Indicazioni

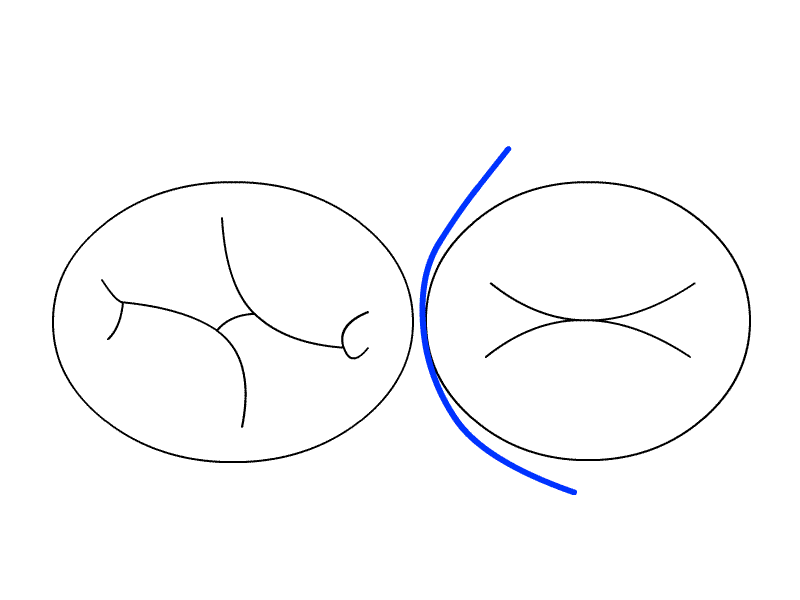
Il filo posto a forma di C attorno al dente.

L'American Dental Association (ADA) consiglia l'uso del filo sempre prima di coricarsi e se possibile anche durante il giorno dopo un pasto o uno spuntino. Sebbene  non venga raccomandato un particolare ordine sull'uso di spazzolino e filo interdentale, l'uso del filo prima della spazzolatura consente al fluoro del dentifricio di raggiungere meglio gli spazi fra i denti e le parti dei denti che altrimenti sarebbero ricoperte da residui di cibo. Per un corretto uso del filo, l'ADA consiglia di appoggiare il filo sulla superficie del dente in forma di C, e di farlo scorrere sempre da sotto il margine gengivale verso la punta, ripetendo due o tre volte.
L'uso del filo interdentale in combinazione con lo spazzolino da denti può in conclusione prevenire malattie gengivali, alitosi e carie, tartaro. Sembra che l'uso regolare del filo sia legato anche alla ridotta incidenza di malattie del cuore, e possa quindi aumentare l'aspettativa di vita.
La pratica potrebbe iniziare intorno ai 10 anni di età, quando i denti già permanenti cominciano a essere soggetti al rischio della carie. Nei bambini il filo interdentale può essere applicato inizialmente da parte dei genitori con grande utilità. L'uso del filo interdentale è consigliato anche in età avanzata all'aumentare dello spazio interdentale.

## Tipologie

### Materiali ed ingredienti
Il filo interdentale è distribuito e commercializzato con numerose varianti; esso è reperibile:
- cerato (ha il vantaggio di scivolare meglio sulle superfici dei denti)
- non cerato (ha maggiore aderenza quando usato con le dita, è meno tagliente)
- aromatizzato (con floruro o altri composti di fluoro, con gusti come la menta piperita)
- non aromatizzato
- di plastica (nylon, teflon o polietilene)
- di seta.

### Vibrazione

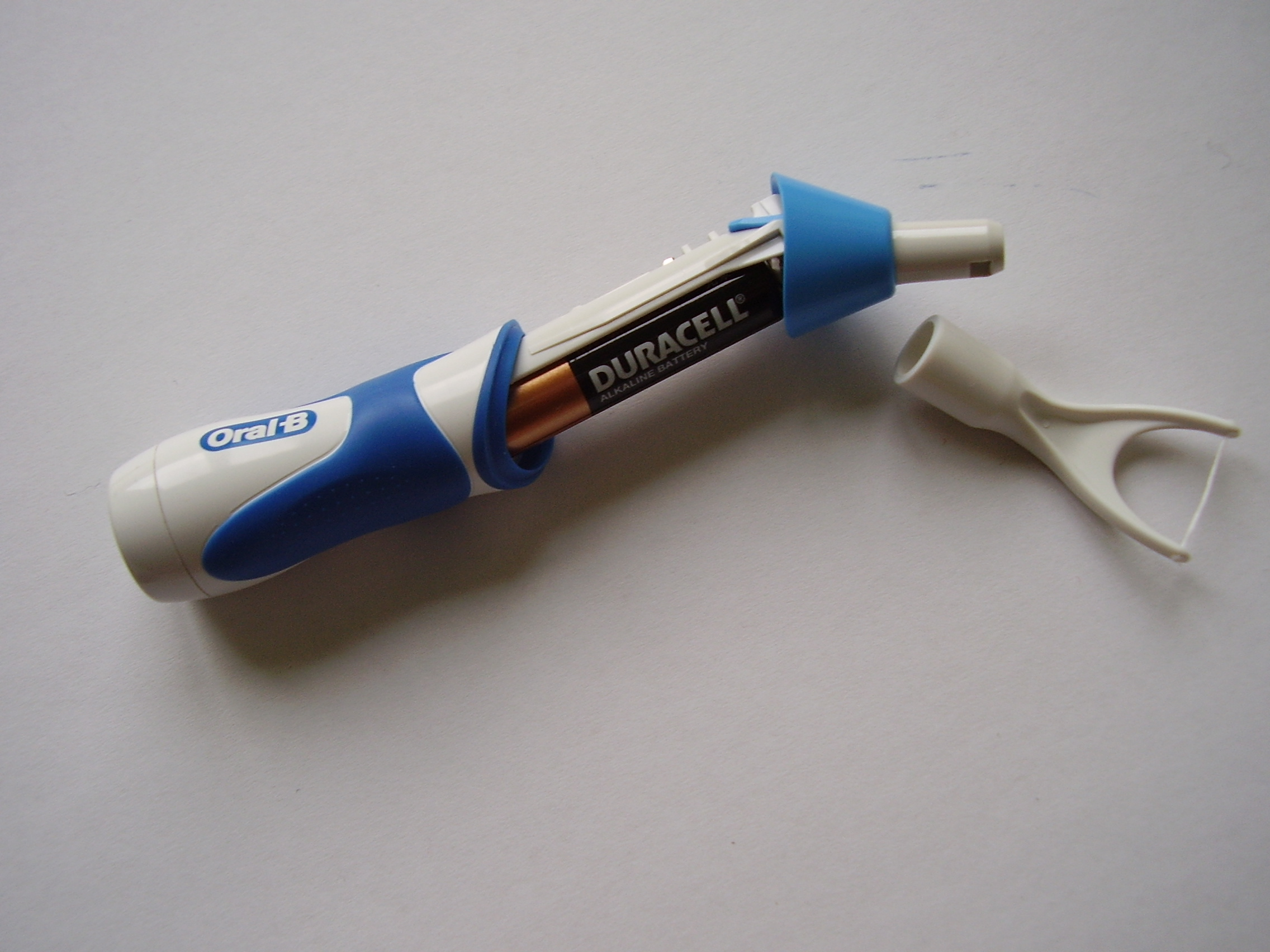
Un filo interdentale su supporto per la vibrazione. Il manico possiede una batteria per l'alimentazione.

Alcuni strumenti a filo interdentale trasmettono una vibrazione che passa lungo il filo, proveniente dalle estremità. Questo è probabilmente stato ispirato dal simile uso della vibrazione che avviene nelle setole dei moderni spazzolini elettrici.
Poiché la vibrazione causa un leggero movimento, il filo possiede una minore resistenza quando viene premuto verso il basso nelle cavità tra i denti. Il movimento potrebbe anche aiutare a separare temporaneamente dente e gengiva e far sì che il filo interdentale possa passare.
Questo consente una più facile penetrazione sotto il bordo gengivale, con meno forza applicata per spingere il filo nella fessura tra i denti. Con meno forza applicata, è possibile un maggiore controllo del filo interdentale. Nel suo normale uso, la pressione può essere applicata fino a quando il movimento non risulta doloroso con l'impatto sul tessuto gengivale. Con un controllo attento, questo può essere ridotto o evitato del tutto.
Molti considerano le vibrazioni come un effetto tranquillizzante: infatti questa è una tecnica comune in massaggi e presidi ortopedici. Proprio come gli spazzolini da denti elettrici sono calmanti verso i denti e le gengive, il filo interdentale vibrante può lenire il margine gengivale.
Eventuali tagli diventano meno probabili, in quanto il filo non fa pressione contro una zona isolata e ben localizzata, ma viene invece distribuita. Possibili abrasioni alla parete gengivale sono più equamente distribuite, con conseguente adeguamento più equo del tessuto.